# Judéo-géorgien
Le judéo-géorgien (en géorgien : ყივრული ენა), aussi appelé Kivrouli ou Grouzinique, est un dialecte géorgien (en) parlé par les Juifs de Géorgie.